# УМС де Лум
«УМС де Лум» (фр. UMS de Loum) — камерунский футбольный клуб из города Лум, выступающий в чемпионате Камеруна. Домашней ареной клуба является местный муниципальный стадион, вместимостью 3 тысячи зрителей.

## История

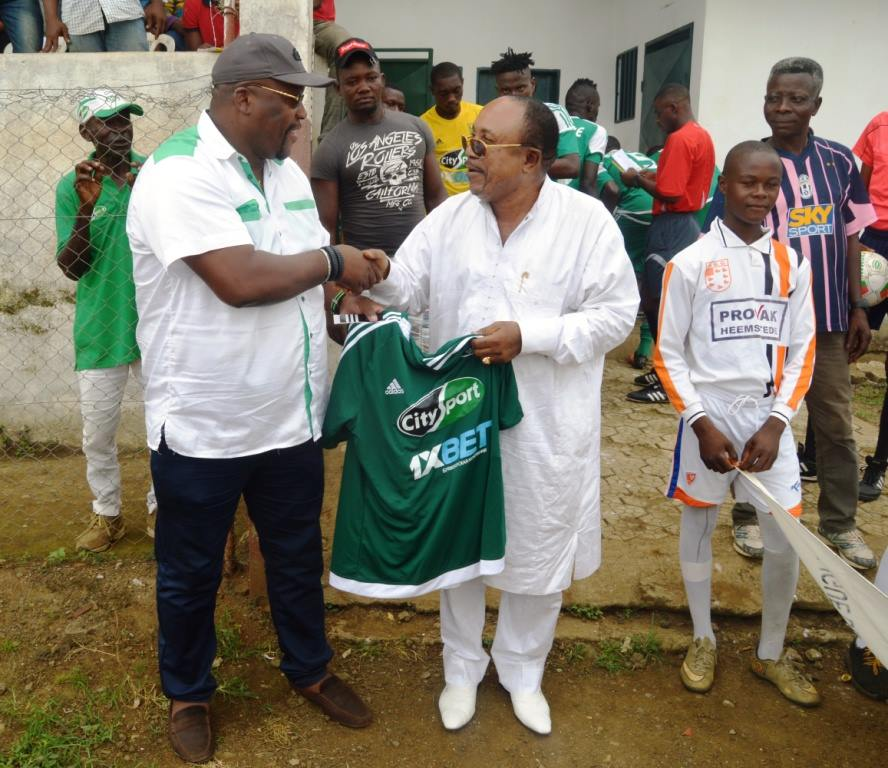
Пьер Квемо на футбольном матче

Футбольная команда Союза спортивных движений в городе Лум была основана в 2011 году бизнесменом Пьером Квемо. В сезоне 2013 года «УМС де Лум» стал победителем второго дивизиона и получил право выступить в чемпионате Камеруна. Первый сезон на новом уровне клуб завершил на четвёртом месте.
По итогам 2015 года «УМС де Лум» дошёл до финала Кубка Камеруна, где обыграл «Пантер» со счётом 2:0 благодаря голам Нсамели Ньюдорга и Альфонса Тьенчеу. Чемпионом Камеруна клуб становился дважды в сезонах 2016 и 2019 годов. В 2019 году клуб играл в Суперкубке Камеруна, где уступил «Стад Ренару» (1:3).
Успехи на национальном уровне позволили клубу четыре раза сыграть на всеафриканском уровне в рамках Лиги чемпионов КАФ и Кубке Конфедерации КАФ, но значительных успехов не добивалась.
С октября 2022 по апрель 2023 года главным тренером команды был Эммануэль Ндумбе. В 2023 году игрока УМС Сержа Мфамбова не отпускали из медицинского учреждения из-за того, что клуб не оплатил 316 тысяч франков КФА (500 долларов США) за предоставленные услуги.
В феврале 2023 года клуб заявил, что не будет доигрывать вторую половину сезона из-за невыплаты части положенных средств от Камерунской федерации футбола. Разногласия президента клуба Квемо и президента федерации Самуэля Это’о привели к бойкоту клубом матча Кубка Камеруна в июне 2023 года, после чего «УМС де Лум» был отстранён от турнира в следующем году.
По итогам сезона 2023/24 клуб занял 16 место и вылетел во второй дивизион. В последней игре чемпионате против «Айгле Роял Менуа» команда ушла с поля в знак протеста против плохого судейства, за что решением федерации была понижена в классе до Региональной лиги (третьего по силе дивизиона). Президенту клуба Пьеру Квемо был назначен штраф в размере 5 млн франков КФА и запрет на ведение футбольной деятельности в течение пяти лет, после чего новым руководителем клуба стала его супруга Нелли Квемо.
В составе команды в разное время играли футболисты, имеющие опыт выступления за национальную сборную Камеруна, такие как Жан Эфала, Нкеси Осия, Жерар Бакинде и Вилли Намеджи.

## Достижения
- Чемпион Камеруна: 2016, 2019
- Победитель Кубка Камеруна: 2015

## Последние результаты
| Сезон   | Див. | Место | Кубок Камеруна |
| ------- | ---- | ----- | -------------- |
| 2013    | II   | 1     | 1/2 финала     |
| 2014    | I    | 4     | 1/2 финала     |
| 2015    | I    | 15    | Победитель     |
| 2016    | I    | 1     | 1/8 финала     |
| 2017    | I    | 7     | Финалист       |
| 2018    | I    | 2     | 1/8 финала     |
| 2019    | I    | 1     | 1/16 финала    |
| 2019/20 | I    | 9     |                |
| 2020/21 | I    | 5     | 1/8 финала     |
| 2022    | I    | 6     | 1/32 финала    |
| 2022/23 | I    | 3     | 1/32 финала    |
| 2023/24 | I    | 16    |                |
| 2024/25 |      |       |                |

## Континентальный турнир
| Сезон   | Турнир                 | Этап   | Соперник          | Дома | Гости | Общий          |
| ------- | ---------------------- | ------ | ----------------- | ---- | ----- | -------------- |
| 2016    | Кубок Конфедерации КАФ | предв. | Депортиво Монгомо | 0-0  | 0-0   | 0-0 (2-4 пен.) |
| 2016    | Кубок Конфедерации КАФ | первый | ФЮС               | 1-1  | 1-2   | 2-3            |
| 2017    | Лига чемпионов КАФ     | предв. | АФК Леопардс      | 2-1  | 0-1   | 2-2 (в/г)      |
| 2018/19 | Лига чемпионов КАФ     | предв. | Лоби Старз        | 1-0  | 0-2   | 1-2            |
| 2019/20 | Лига чемпионов КАФ     | предв. | Вита              | 0-0  | 0-1   | 0-1            |